# Thích Đề Hoàn Nhân

Tượng Đế Thích Thiên thời nhà Minh tại chùa Chí Hoa ở Bắc Kinh, Trung Quốc

Đế Thích Thiên (tiếng Anh: Sakra; tiếng Trung: 帝释天; tiếng Phạn: शक्र; tiếng Pali: सक्क;). Trong Phật giáo, Ngài là vua của cõi trời Đao Lợi (Tam Thập Tam Thiên), là cõi trời thứ hai trong sáu cõi trời của Dục giới trong Tam giới. Đế Thích Thiên còn được gọi bằng danh hiệu tên gọi khác như Nhân Đà La, Thích Ca Đề Hoàn Nhân Đà La, Đao Lợi Thiên Vương, Năng Thiên Chủ. Trong Phật giáo Trung Quốc, Đế Thích Thiên được đồng nhất với Ngọc Hoàng Thượng Đế của Đạo giáo. 

## Từ nguyên và ý nghĩa
Tên đủ của Thích Đề Hoàn Nhân là Thích Ca Đề Hoàn Nhân Đà La (Śakra Devānām Indra). Trong đó, Śakra có nghĩa là "mạnh mẽ" hoặc "có khả năng", Devānām có nghĩa là "của các vị thần", và Indra có nghĩa là "chúa" hoặc "người đứng đầu".
Phân tích từng từ, "Thích" (釋) có nghĩa là "năng", tức là có khả năng. "Đề Hoàn" (提桓) được cho là xuất phát từ "Thiên" (天), mang ý nghĩa là trời hoặc thần. "Nhân" (因) bắt nguồn từ "Nhân Đà La Gia" (因陀羅伽), có nghĩa là chúa tể. Như vậy, Thích Đề Hoàn Nhân có thể được hiểu tổng thể là "Chúa tể của các vị thần" hoặc "người có khả năng làm chủ cõi trời".